# Monday Emoghawve
Monday Emoghawve (Abraka, 2 de abril de 1963) es un deportista nigeriano que compitió en levantamiento de potencia adaptado. Ganó tres medallas de oro en los Juegos Paralímpicos de Verano entre los años 1992 y 2000.

## Palmarés internacional
| Juegos Paralímpicos | Juegos Paralímpicos      | Juegos Paralímpicos | Juegos Paralímpicos |
| Año                 | Lugar                    | Medalla             | Categoría           |
| ------------------- | ------------------------ | ------------------- | ------------------- |
| 1992                | Barcelona (España)       | Medalla de oro      | –48 kg              |
| 1996                | Atlanta (Estados Unidos) | Medalla de oro      | –60 kg              |
| 2000                | Sídney (Australia)       | Medalla de oro      | –67,5 kg            |